# Eva Mendes

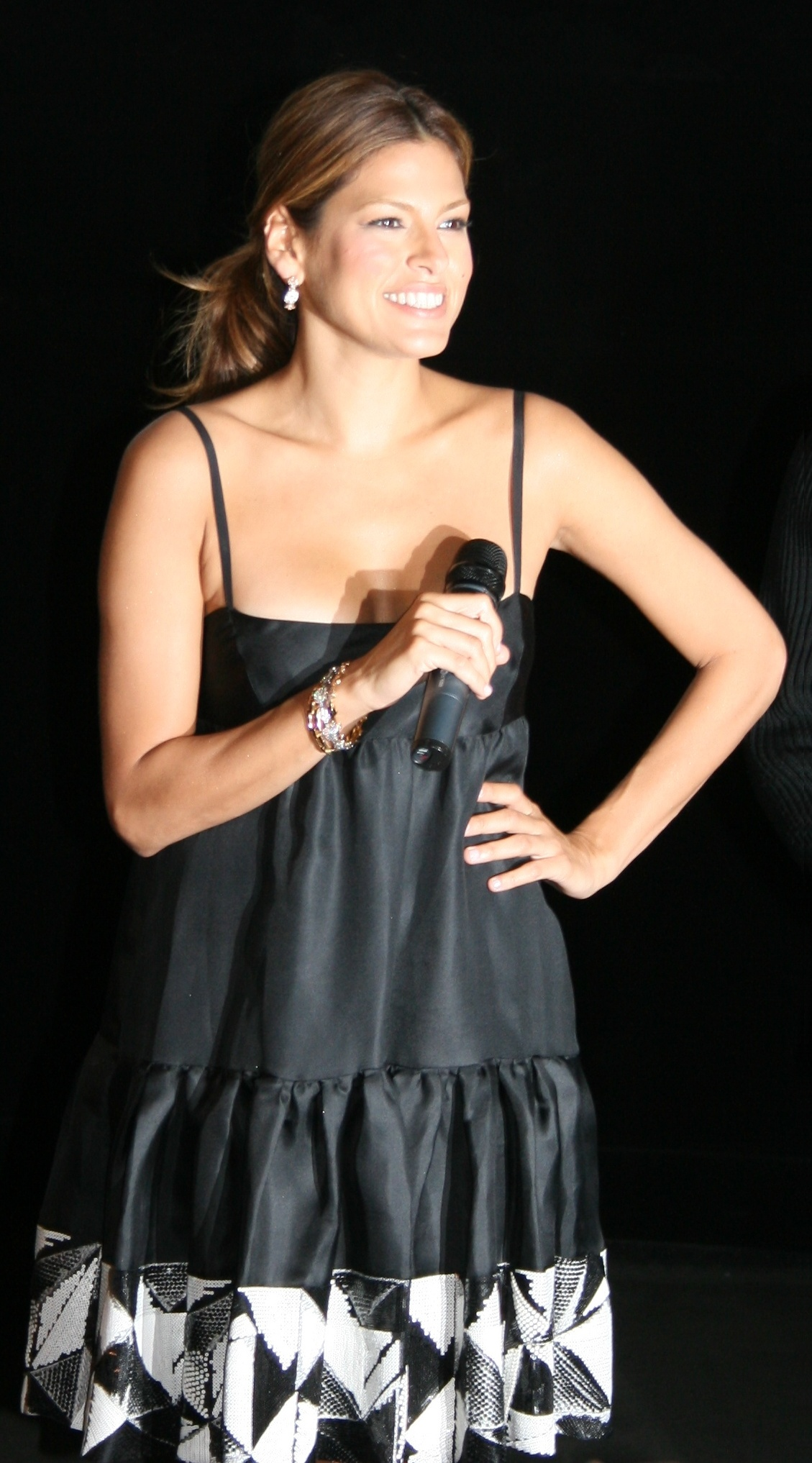
Eva Mendes a París (2008)

Eva Mendes (Miami, 5 de març de 1974) és una actriu estatunidenca d'origen cubà.

## Biografia
Eva Mendes, descendent de cubans, des de petita residí a Miami i posteriorment es traslladà a Los Angeles, Califòrnia. És la filla petita de quatre germans. Abandonà els seus estudis de màrqueting a mitjans de la dècada dels anys 1990, quan fou descoberta per un agent artístic, quan aquest va veure la seva foto a la carpeta d'un veí admirador de la seva bellesa.
La seva primera pel·lícula 'Children of the Corn V: Fields of Terror del 1998, una cinta que aniria a parar als Estats Units directament al mercat del vídeo. Aquest mateix any va aparèixer en un episodi de la coneguda sèrie Urgències.
Un breu paper en la comèdia de John Fortenberry A Night at the Roxbury també el 1998 com la fadrina de l'actriu Molly Shanon l'ubicà al panorama cinematogràfic internacional.
La seva carrera al cinema fou apuntant-se amb personatges més importants a My Brother the Pig (1998); Urban Legends: Final Cut (2000); Ferida oberta (2001); Contra rellotge (2001), pel·lícula d'acció protagonitzada per Denzel Washington; Hitch (2004), comèdia que coprotagonitza amb Will Smith o Ghost Rider, pel·lícula fantàstica coprotagonitzada per Nicolas Cage.
Ha intervingut als videoclips de The Strokes: The End Has no End, Aerosmith: Hole in my soul i al de Will Smith: Miami.
Eva està unida a PETA (Persones pel Tracte Ètic als Animals). Posà nua per aquesta obra per conscienciar la gent que les pells no s'haurien d'utilitzar.
Eva Mendes posà per al fotògraf Marino Parisotto per al calendari 2008 de Campari. Inspirat en contes de fades, Eva apareix disfressada de personatge de conte.

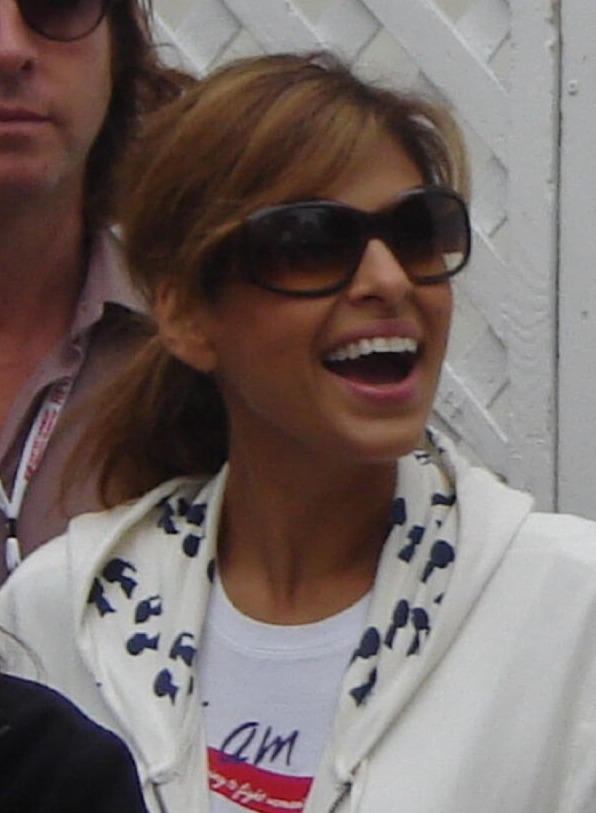
Eva Mendes (2007)

### Empreses comercials
Mendes té una línia de roba de llit i vaixella que es ven a Macy's. El 2010, Mendes va cantar en "Pimps Do not Cry ", una cançó que apareix a  The Other Guys, i va fer un duet amb CeeLo Green a "Pimps Don T Cry." El 2011 va gravar una versió de "The Windmills of Your Mind." També és la directora creativa de la marca de maquillatge CIRCA Beauty, que es va llançar exclusivament a Walgreens el 2015.

### Als mitjans
Mendes va ser elegit el número quatre en l'edició de 2008 i el número u en l'edició de 2009 de les [99] dones més desitjades d'AskMen.com. La revista Maxim va classificar a Mendes el número set en la seva edició del Hot 100 del 2007. Va aparèixer a la portada de  Maxim per segona vegada el novembre de 2007. Maxim va classificar Mendes al número 11 en la seva edició Hot 100 del 2010. La revista People la va nominar una de les més belles de 2012 de cada edat.

## Filmografia
| Any  | Títol                                             | Paper              | Notes                         |
| ---- | ------------------------------------------------- | ------------------ | ----------------------------- |
| 1998 | ER                                                | Donna              | Episodi: "Èxode"              |
| 1998 | Children of the Corn V: Fields of Terror          | Kir                |                               |
| 1998 | A Night at the Roxbury                            | Dama d'honor       |                               |
| 1998 | Mortal Kombat: Conquest                           | Hanna              | Episodi: "Thicker Than Blood" |
| 1999 | My Brother the Pig                                | Matilda            |                               |
| 2000 | The Disciples                                     | Maria Serranco     |                               |
| 2000 | Urban Legends: Final Cut                          | Vanessa Valdeon    |                               |
| 2001 | Ferida oberta (Exit Wounds)                       | Trish              |                               |
| 2001 | Training day: dia d'entrenament (Training Day)    | Sara               |                               |
| 2002 | All About The Benjamins                           | Gina               |                               |
| 2003 | 2 Fast 2 Furious                                  | Monica Fuentes     |                               |
| 2003 | El mexicà (Once Upon a Time in Mexico)'           | Ajedrez Barillo    |                               |
| 2003 | Contra rellotge (Out of Time)                     | Alex Díaz Whitlock |                               |
| 2003 | Stuck on You                                      | April Mercedes     |                               |
| 2005 | Hitch, especialista a lligar (Hitch)              | Sara Melas         |                               |
| 2005 | Un penques de confiança (The Wendell Baker Story) | Doreen             |                               |
| 2005 | Guilty Hearts                                     | Gabriella          |                               |
| 2006 | Elles i ells (Trust the Man)                      | Faith Faison       |                               |
| 2007 | Ghost Rider                                       | Roxanne Simpson    |                               |
| 2007 | Knocked Up                                        | Ella               | no surt als crèdits           |
| 2007 | We Own the Night                                  | Amada Juarez       |                               |
| 2007 | Live!                                             | Katy Courbet       | Productora executiva          |
| 2007 | Cleaner                                           | Ann Norcut         |                               |
| 2008 | The Women                                         | Crystal Allen      |                               |
| 2008 | The Spirit                                        | Sand Saref         |                               |
| 2009 | The Bad Lieutenant: Port of Call New Orleans      | Frankie Donnenfeld |                               |
| 2010 | The Other Guys                                    | Sheila Gamble      |                               |
| 2010 | Last Night                                        | Laura Núñez        |                               |
| 2011 | Fast Five                                         | Monica Fuentes     | No surt als crèdits           |
| 2012 | Holy Motors                                       | Kay M.             |                               |
| 2012 | Girl in Progress                                  | Grace Gutierrez    |                               |
| 2012 | The Place Beyond the Pines                        | Romina Gutierrez   |                               |
| 2013 | Clear History                                     | Jennifer           | telefilm                      |
| 2014 | Lost River                                        | Gat                |                               |